# أمريكا (فلم 2011)
أمريكا (بالإسبانية: America)، هُو فيلم دراما بورتوريكي صدر سنة 2011، وقد أخرجته المُخرجة Sonia Fritz. بُني سيناريو الفيلم على رواية خيالية للروائية البورتوريكية إيزميرالدا سانتياغو، صدرت سنة 1996 تحت عنوان «حلم أمريكا» (بالإسبانية: El Sueño de America). اختير الفيلم ليكون الترشيح الرسمي لبورتوريكو للتنافس على نيل جائزة الأوسكار لأفضل فيلم بلغة أجنبية خلال حفل توزيع جوائز الأوسكار الرابع والثمانين، لكنه أُقصي من المنافسة بسبب تغير في قواعد المسابقة.

## طاقم التمثيل
- ليماري نادال في دور أمريكا.
- يانسي أرياس في دور كوريا.
- Yareli Arizmendi في دور ماريا.
- Talia Rothenberg في دور روزاليندا.
- Marisé Alvarez في دور إيلينا.
- Teresa Hernández في دور باولينا.
- Eyra Aguero Joubert في دور لوردز.
- إدوارد جيمس أولموس في دور السيد إيرفينغ.
- Frank Perozo في دور داريو.
- توني بلانا في دور ليوبولدو.
- Isaac Santiago في دور الشرطي رقم 1.
- Monica Steuer في دور كارين ليفريت.
- راشيل تكوتين في دور إسثر.

## وصلات خارجية
- مقالات تستعمل روابط فنية بلا صلة مع ويكي بيانات